# Isaia Gasparotto
Isaia Gasparotto (San Vito al Tagliamento, 22 dicembre 1943) è un politico italiano.

## Biografia
Insegnante, politicamente aderisce al Partito Comunista Italiano fin dalla giovane età.
Nel 1983 viene eletto deputato con il PCI, confermando il proprio seggio - nella Circoscrizione Udine-Belluno-Gorizia-Pordenone - anche alle elezioni politiche del 1987. Nel 1991 confluisce nel Partito Democratico della Sinistra, con cui viene rieletto alla Camera nel 1992. Conclude la propria esperienza parlamentare nel 1994. Fino al 1993 è stato anche consigliere comunale a San Vito al Tagliamento.
Sposato civilmente dal 1966 con Silvana Schiavo, in occasione delle nozze d'oro, nel 2016, la coppia si sposa anche in chiesa .